# Amberley Castle
Amberley Castle er et slot i landsbyen Amberley i West Sussex i Sydengland.
Slottet blev opført i 1100-tallet som en herregård og blev befæstet i 1377, hvor det fik det rombeformede muranlæg, tårne i hvert hjørne, en stor hall og en portbygning. Det blev brugt som fæstning af biskopperne af Chichester. Murene, portbygning og to af tårnene er stadig listed buildings af første grad og er i dag et privatejet hotel.